# Ернст Мюллер (генерал, 1892)
Ернст Леопольд Мюллер (нім. Ernst Leopold Mueller; 4 грудня 1892, Гайнріхсвальде, Східна Пруссія — 16 квітня 1968, Горнберг) — німецький офіцер, генерал-майор вермахту. Кавалер Лицарського хреста Хреста Воєнних заслуг з мечами.

## Біографія
25 серпня 1914 року вступив в армію. Учасник Першої світової війни, з 5 липня 1917 року — лейтенант резерву 1-го телеграфного батальйону. Після демобілізації армії залишений в рейхсвері. З 15 липня 1938 року — командир 68-го моторизованого дивізіону зв'язку, з 1 вересня 1939 року — 521-го полку зв'язку. З 1 травня 1940 року служив в навчальному штабі училища зв'язку сухопутних військ. З 5 лютого 1942 року — керівник частин зв'язку 11-ї армії, з 19 грудня 1942 року — групи армій «Дон», пізніше — «Південь», потім — «Північна Україна».

## Звання
- Оберстлейтенант (1 червня 1938)
- Оберст (1 серпня 1940)
- Генерал-майор (1 січня 1944)

## Нагороди
- Залізний хрест 2-го і 1-го класу
- Почесний хрест ветерана війни з мечами (1934)
- Пам'ятна військова медаль (Австрія) з мечами
- Медаль «За вислугу років у Вермахті» 4-го, 3-го і 2-го класу (18 років; 2 жовтня 1936) — отримав 3 нагороди одночасно.
- Медаль «У пам'ять 13 березня 1938 року» (1939)
- Медаль «У пам'ять 1 жовтня 1938 року» (1939)
- Застібка до Залізного хреста 2-го класу (26 вересня 1939)
- Хрест Воєнних заслуг 2-го і 1-го класу з мечами (30 січня 1942) — отримав 2 нагороди одночасно.
- Орден Меча, командорський хрест (Швеція; 20 квітня 1942)
- Орден військових заслуг (Іспанія), білий дивізіон (14 червня 1942)
- Медаль «За зимову кампанію на Сході 1941/42» (10 серпня 1942)
- Кримський щит (10 вересня 1942)
- Німецький хрест в сріблі (20 грудня 1942) — як оберст і керівник частин зв'язку 11-ї армії.
- Лицарський хрест Хреста Воєнних заслуг з мечами (28 липня 1944) — як генерал-майор і керівник частин зв'язку групи армій «Південь».